# Celosia schinzii
Celosia schinzii är en amarantväxtart som först beskrevs av Charles Baron Clarke, och fick sitt nu gällande namn av Karl Suessenguth. Celosia schinzii ingår i släktet celosior, och familjen amarantväxter. Inga underarter finns listade i Catalogue of Life.